# Epinotia festivana
Epinotia festivana es una especie de polilla del género Epinotia, categorizada en la tribu Eucosmini, de la subfamilia Olethreutinae.

## Distribución
Se distribuye por Europa: en Francia, Reino Unido y Alemania.

## Taxonomía
Fue descrita por Jacob Hübner en 1799.
Tratamiento taxonómico
La especie aparece registrada y publicada en Samml. Eur. Schmett. "7: pl. 9, fig. 52".